# Karol Aleksander Wirtemberski
Karol Aleksander Wirtemberski (ur. 24 stycznia 1684 w Stuttgarcie, zm. 12 marca 1737 w Ludwigsburgu) – książę Wirtembergii.

## Życiorys
Syn księcia Wirtembergii-Winnental Fryderyka Karola i Eleonory Juliany, księżniczki Brandenburgii-Ansbach. Jego ojciec zmarł w 1698 roku; małoletni książę odziedziczył po nim tytuł księcia Wirtembergii-Winnental.
Służył w wojsku Eugeniusza Sabaudzkiego w czasie wojny o sukcesję hiszpańską. Od 1719 roku był gubernatorem w Belgradzie. Jako książę brał udział w wojnie o sukcesję polską.
Był kuzynem Eberharda Ludwika. Po śmierci w 1731 roku jedynego syna Eberharda został jego następcą. Władzę objął w 1733 roku. Podczas służby w wojsku austriackim przeszedł na katolicyzm, co było bardzo źle odebrane przez jego luterańskich krewnych. Po objęciu tronu starał się popierać działalność jezuitów, co napotkało gwałtowne opory ze strony protestanckich poddanych. Ogromne wpływy miał za jego rządów żydowski bankier Joseph Süß Oppenheimer.
Od 1727 roku był żonaty z Marią Augustą von Thurn und Taxis. Para miała sześcioro dzieci:
- Karol Eugeniusz (1728–1793) – książę Wirtembergii
- Eugeniusz Ludwik (1729)
- Ludwik Eugeniusz (1731–1793) – książę Wirtembergii
- Fryderyk Eugeniusz (1732–1797) – książę Wirtembergii
- Aleksander Eugeniusz (1733–1734)
- Augusta Elżbieta (1734–1787) – żona księcia Karola Anselma von Thurn und Taxis

Zmarł 12 marca 1737 roku, tron przejął jego najstarszy syn Karol Eugeniusz, który miał 9 lat.